# The Poor Rich Man
The Poor Rich Man er en amerikansk stumfilm fra 1918 af Charles Brabin.

## Medvirkende
- Francis X. Bushman - Vantyne Carter
- Beverly Bayne - Arizona Brown
- Stuart Holmes - Teddy Carter